# Wojciech Jaszczołd
Wojciech Jaszczołd (* 1763 in Jaszczołdy; † 22. März 1821 in Warschau) war ein polnischer Bildhauer, Zeichner und Kunstmaler, der sich auch als (Laien)architekt betätigte. Er entwarf für polnische Magnaten Innenausstattungen von Schlössern sowie Gartenstaffagen, darunter in Arkadia und Puławy.

## Leben
Über die frühen Jahre Jaszczołds ist wenig bekannt. Seine künstlerischen Fertigkeiten erwarb er offenbar während Auslandsaufenthalten in Italien und Frankreich. Er war Schüler von Marcello Bacciarelli und Franciszek Smuglewicz. Nach seiner Rückkehr machte er sich bei den Aristokraten Polens bald einen Namen sowohl als Innenausstatter als auch als Organisator von Festen.
Ab 1813 arbeitete er für Stanisław Kostka Potocki in Wilanów, wo er die Gemäldegalerie betreute und ein „Chinesisches Kabinett“ schuf. Er wurde auf dem 1860 liquidierten Świętokrzyski-Friedhof in der heutigen Warschauer Innenstadt beerdigt. Sein Sohn war der Architekt Franciszek Jaszczołd (1808–1873).

## Werke (Auswahl)
- Dom in Puławy; Innenausstattung
- Tempel der Sibylle in Puławy; Innenausstattung
- „Reiches Appartement“, Warschau, für Stanislaus Zamojski
- Heiliger Antonius, Kazimierz, Reformatorenkirche; Gemälde